# علی‌اصغر بدیع‌زادگان
سید علی‌اصغر بدیع‌زادگان (۱۳۱۹ – ۴ خرداد ۱۳۵۱) از بنیان‌گذاران سازمان مجاهدین خلق ایران بود که در کنار محمد حنیف‌نژاد و سعید محسن، سازمان مجاهدین خلق ایران را در نیمه شهریور سال ۱۳۴۴ بنیان نهادند. علی‌اصغر بدیع‌زادگان در سال ۱۳۵۰ توسط ساواک دستگیر و در ۴ خرداد ۱۳۵۱، به‌همراه سایر بنیانگذاران و دو تن از اعضای مرکزیت سازمان اعدام شد.

## زندگی و فعالیت‌ها
بدیع‌زادگان در سال ۱۳۱۹ در اصفهان در یک خانواده متوسط به دنیا آمد. وی تحصیلات ابتدایی و دبیرستان را در اصفهان، کرج و تهران گذراند. از سال ۱۳۳۷ در رشتهٔ مهندسی شیمی در دانشکدهٔ فنی دانشگاه تهران مشغول به تحصیل شد. در دوران دانشجویی تحت تأثیر سخنرانی‌های سید محمود طالقانی و مهندس مهدی بازرگان، در فعالیت‌های جبههٔ ملی شرکت می‌کرد و در همین زمان با محمد حنیف‌نژاد و سعید محسن آشنا شد. اصغر بدیع‌زادگان در سال ۱۳۴۲ به نظام وظیفه رفت و در آنجا با کسب آموزش‌ها و مهارت‌های نظامی و پس از اتمام دورهٔ ۹ ماههٔ آزمایشی، ابتدا در کارخانهٔ اسلحه‌سازی ارتش به کار پرداخت. در سال ۱۳۴۳ به عنوان استادیار شیمی به استخدام دانشگاه تهران در آمد.

## بنیان‌گذاری سازمان مجاهدین خلق ایران
اصغر بدیع‌زادگان در کنار محمد حنیف‌نژاد و سعید محسن در جمع‌بندی از علل شکست مبارزات گذشته به این نتیجه رسیدند که این مبارزات، رهبری و سازمان هدایت‌کنندهٔ حرفه‌ای نداشته‌اند. وی با اعتقاد به این که بدون گذشتن از شغل، پول، تحصیلات و زندگی نمی‌توان مبارزه با ظلم و ستم را پیش برد، به اتفاق محمد حنیف‌نژاد و سعید محسن با جمع‌بندی مبارزات مردم ایران، سازمان مجاهدین خلق را در ۱۵ شهریور سال ۱۳۴۴ تأسیس کردند و از سال ۱۳۴۴ تا ۱۳۵۰ به مدت ۶ سال به کار ایدئولوژیک، تشکیلاتی و تدوین استراتژی پرداختند.
وی طی این سالیان به واسطهٔ حرفه‌اش که امکان برقراری تماس با دانشجویان و استفاده از امکانات دانشگاه را به او می‌داد، در رشد سازمان، چه از نظر نیروی انسانی و عضوگیری و چه از جهت تأمین امکانات، خدمات ارزنده‌ای انجام داد.
او از مرداد ۱۳۴۹ تا خرداد ۱۳۵۰ به عنوان «مسئول هماهنگی‌ها و فعالیت‌های سازمان در خارج از کشور» در پاریس، بیروت، امان و سوریه اقامت داشت و در اردوگاه‌های فتح، دوره‌های آموزشی تیراندازی و ساختن مواد منفجره را گذراند.

## دستگیری و اعدام

### دستگیری
در سال ۱۳۵۰ به دنبال شکست طرح ربودن شهرام پهلوی‌نیا دستگیر و تحت شکنجه‌های وحشتناک ساواک قرار گرفت. او را روی اجاق برقی به شدت سوزاندند. ولی او آنچنان از خود تحمل فوق‌العاده‌ای نشان داد. متجاوز از چهار ساعت، پشت سر هم او را سوزاندند و سوختن آنقدر ادامه پیدا کرد تا از پوست و گوشت گذشت و به نخاع رسید، ولی با آنکه در آستانه فلج شدن قرار گرفته بود، همچنان هیچ چیز نگفت. او را با همان حالت به سلول انداختند. زخمهای بدنش عفونت کرده بود و بوی تعفن سلول کوچکش را پر کرده بود. در حالی که تقریباً نیمه‌فلج شده بود و دیگر نمی‌توانست راه برود، دو نفر زیر بغلش را می‌گرفتند و او را کشان‌کشان به‌اتاق شکنجه و بازجویی می‌بردند.

### اعدام
علی اصغر بدیع‌زادگان در روز چهارم خرداد ۱۳۵۱ به همراه دیگر بنیانگذاران سازمان مجاهدین، محمد حنیف‌نژاد و سعید محسن، و دو تن از اعضای کادر مرکزی سازمان، عبدالرسول مشکین‌فام و محمود عسگری‌زاده، در میدان چیتگر تیرباران شدند.
محل دفن وی در قطعه ۳۳ بهشت زهرا در تهران است. پس از انقلاب در مدت کوتاهی نام دانشکدهٔ فنی دانشگاه تهران را به دانشکده فنی بدیع زادگان تغییر داده بودند.

## دیدگاه
اصغر بدیع‌زادگان می‌گفت: «ارزش هر کس در مبارزه به اندازه مایه‌ای است که در این راه می‌گذارد، چگونه می توان کسی را که چیزی از دست نداده، مبارز خواند.» او معتقد بود که «باید یک راه منطقی و عملی برای مبارزه جستجو کرد و آنرا از بن‌بست بیرون آورد.

## نگارخانه